# Mexico (village, New York)
Pour les articles homonymes, voir Mexico (homonymie).
Ne doit pas être confondu avec Mexico (New York).
Mexico est un village du comté d'Oswego, dans l'État de New York, aux États-Unis,. En 2010, il comptait une population de 555 habitants.

## Démographie
Lors du recensement de 2010, le village comptait une population de 555 habitants, tandis qu'en 2019, elle est estimée à 525 habitants.